# Xestojoppa olivacea
Xestojoppa olivacea är en stekelart som beskrevs av Cameron 1901. Xestojoppa olivacea ingår i släktet Xestojoppa och familjen brokparasitsteklar. Inga underarter finns listade i Catalogue of Life.